# 扭叶眼子菜
扭叶眼子菜（学名：Potamogeton intortusifolius），为眼子菜科眼子菜属下的一个种。